# يان بينيت (لاعب كرة قدم)
يان بينيت (27 أغسطس 1985 بهاميلتون في كندا - ) هو لاعب كرة قدم كندي في مركز الوسط. لعب مع تشارلستون بيتري وRochester Rhinos ‏ وريتشموند كيكرز وFC Milwaukee Torrent ‏ وميلواكي وايف وPalm Beach Pumas ‏ وChicago Storm (soccer) ‏ وHamilton Thunder ‏.

## وصلات خارجية
- يان بينيت على موقع قاعدة بيانات كرة القدم.إي يو (الإنجليزية)